# フェイスリフト (アルバム)
『フェイスリフト』（Facelift）は、アリス・イン・チェインズが1990年に発表した初のスタジオ・アルバム。グランジというジャンルでは初の大ヒット・アルバムとして評価されている。

## 背景
バンドは1989年にコロムビア・レコードとの契約を得て、本作のレコーディングに着手した。ただし、バンドの正式ドラマーのショーン・キニーは、当時腕を痛めていたため「レコーディングにはほとんど参加していない」と後年語っており、マザー・ラヴ・ボーンのグレッグ・ギルモアが助っ人として迎えられ、キニーは片手だけで演奏してギルモアの演奏をサポートしたという。
「マン・イン・ザ・ボックス」は、動物虐待をメタファーとして検閲の問題を扱った曲で、作詞を担当したレイン・ステイリーは、コロムビア・レコードの役員と会食した際、一部の役員がベジタリアンだったことから、小さな箱の中で育てられた食肉用の子牛というイメージを着想したという。

## 反響・評価
母国アメリカでは、当初の売り上げは鈍かったが、リリースから約8か月後の1991年4月27日付のBillboard 200で初登場194位となり、同年7月6日には最高42位を記録した。本作は2022年8月、RIAAによってトリプル・プラチナの認定を受けた。
本作からのシングル「マン・イン・ザ・ボックス」は、第34回グラミー賞で最優秀ハード・ロック・パフォーマンス（ウィズ・ボーカル）賞にノミネートされた。スティーヴ・ヒューイはオールミュージックにおいて5点満点中3.5点を付け「当時のシアトルの音楽シーンでは、ブラック・サバスやザ・ストゥージズから多大な影響を受けた音楽自体は特に珍しくなかったが、アリス・イン・チェインズはグランジ・バンドの中でも特にメタリックで、アンダーグラウンドのファン層以外にも訴えかけたのと同時に、陰鬱で物憂げで息苦しい比類なき音楽性は、1990年のハードロック・シーンに大きな影響をもたらした」と評している。

## 収録曲
特記なき楽曲はジェリー・カントレル作詞・作曲。
1. ウィー・ダイ・ヤング - "We Die Young" - 2:32
2. マン・イン・ザ・ボックス - "Man in the Box" - 4:46
  - 作詞：レイン・ステイリー／作曲：ジェリー・カントレル
3. シー・オブ・ソロー - "Sea of Sorrow" - 5:49
4. ブリード・ザ・フリーク - "Bleed the Freak" - 4:01
5. アイ・キャント・リメンバー - "I Can't Remember" - 3:42
  - 作詞：レイン・ステイリー、ジェリー・カントレル／作曲：ジェリー・カントレル
6. ラヴ、ヘイト、ラヴ - "Love, Hate, Love" - 6:27
  - 作詞：レイン・ステイリー／作曲：ジェリー・カントレル
7. イット・エイント・ライク・ザット - "It Ain't Like That" - 4:37
  - 作詞：ジェリー・カントレル／作曲：ジェリー・カントレル、マイク・スター、ショーン・キニー
8. サンシャイン - "Sunshine" - 4:44
9. プット・ユー・ダウン - "Put You Down" - 3:16
10. コンフュージョン - "Confusion" - 5:44
  - 作詞：レイン・ステイリー／作曲：ジェリー・カントレル、マイク・スター
11. アイ・ノウ・サムシング - "I Know Somethin (Bout You)" - 4:21
12. リアル・シング - "Real Thing" - 4:03
  - 作詞：レイン・ステイリー／作曲：ジェリー・カントレル

## 参加ミュージシャン
- レイン・ステイリー - ボーカル
- ジェリー・カントレル - ギター、バッキング・ボーカル
- マイク・スター - ベース、バッキング・ボーカル
- ショーン・キニー - ドラムス、パーカッション、バッキング・ボーカル

アディショナル・ミュージシャン
- ケヴィン・シャス - バッキング・ボーカル